# 原子習慣
《原子習慣：細微改變帶來巨大成就的實證法則》（英語：Atomic Habits: An Easy & Proven Way to Build Good Habits & Break Bad Ones）是一部由美國作家詹姆斯·克萊爾出版的心理學著作，内容向讀者展示如何通過細微執行，從而練成長久的習慣。本書自出版后成爲《紐約時報》的長期暢銷書，銷售得一百萬本，並被翻譯成五十種不同的語言發行。

## 引用資料
1. ↑  Shain, Susan. . The New York Times. 2018-12-31  [2022-12-05]. ISSN 0362-4331. （原始内容存档于2023-01-08） （美国英语）.
2. ↑  . The New York Times.   [2022-12-05]. ISSN 0362-4331. （原始内容存档于2022-10-19） （美国英语）.
3. ↑  Randy. . 15 Minute Business Books | First Friday Book Synopsis.   [2022-12-05]. （原始内容存档于2022-12-05） （英国英语）.
4. ↑  Bureau, BigSpeak Speakers. .   [2022-12-05]. （原始内容存档于2022-12-05） （英语）.